# Восток — Запад (трасса, Суринам)
Восток-Запад (нидерл. Oost-Westverbinding) — трасса на территории Суринама, по которой через Парамарибо осуществляется движение автомобилей из Албины в восточной части государства в Ньив-Никкери в западную. Южная часть трассы Восток-Запад соединяет Парамарибо с Апурой и Битагроном. Начало строительству автодороги было положено в 1960-е годы.

## Общий вид

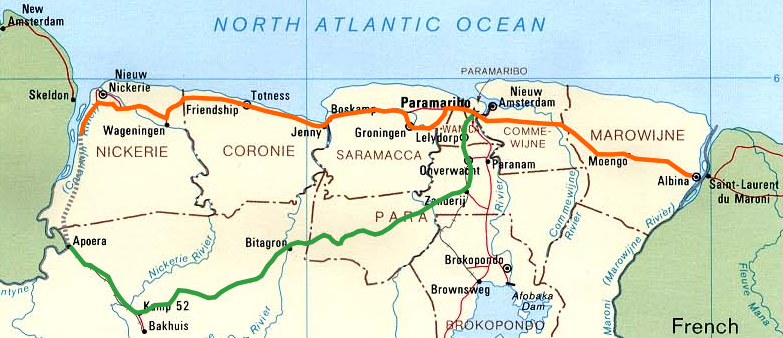
Общий вид трассы Восток-Запад
Северная часть автодороги
Южная часть автодороги
Легенда|#7f7f7f|Бездорожье между Зёддрайном и Апурой, по которому осуществляется движение на джипах

[[Файл:East-West Link.png|мини|слева|783px|Общий вид трассы Восток-Запад
 Северная часть автодороги
 Южная часть автодороги
 Бездорожье между Зёддрайном и Апурой, по которому осуществляется движение на джипах]]

## Мосты
В последнее время на местах различных переправ на маршруте появились мосты. Так, в районе Грот-Хенара был возведён мост через реку Никкери, в 1980 году — в районе Столкертсейвера через Коммевейне, в 1999 году — через Коппенаме, позволивший добираться из Енни до Боскампа, в 2000 году — мост Жюля Вейденбоса, соединивший Парамарибо и Мезог, 25 июня 2011 года — через Сарамакку, упростивший путь из Хамбурга в Ёйткейк.
В южной части автодороги в районе Битагрона и лагеря № 52 появились механизированные мосты через Коппенаме и Никкери соответственно.

## Реконструкция
Ряд участков дороги оказался значительно повреждён после окончания партизанской войны в Суринаме. В настоящее время реализуются различные проекты, направленные на их реконструкцию.

### Западная часть
Долгое время участок дороги между Ньив-Никкери и переправой в районе Зёддрайна оставался в плачевном состоянии. В 2007 году Европейский союз выделил 13,2 млн евро для проведения реконструкции. Планировалось, что последняя закончится в первом квартале 2010 года.
Между Зёддрайном и Апурой, то есть между северной и южной частью трассы, расположено бездорожье, по которому осуществляется движение на джипах. В настоящее время, в отличие от выдвинутых ранее планов, проведение дорожного покрытия не носит приоритетного характера.

### Восточная часть
Восточная часть автодороги, расположенная между Мезогом и Албиной, в настоящее время находится в состоянии ремонта, на который выделили средства Европейский союз, Французское агентство по развитию и Межамериканский банк развития. В августе 2009 года был образован исполнительный орган проекта, цель деятельности которого состоит в обеспечении реализации указаний в области качества и дальнейшем планировании. Общая сумма бюджета составила 140 млн долларов США. Согласно проекту, реконструкция касается 138 км дороги и должна завершиться спустя 30 месяцев. В её ходе стоит придерживаться стандартов, установленных Инициативой по интеграции региональной инфраструктуры в Южной Америке.
В марте 2010 года нидерландская компания «MNO Vervat» приступила к восстановлению участка дороги между Таманредё (20,5 км) и Мунго (95 км). Участок трассы между Мунго и Албиной отремонтирует китайская компания «Далянь». Реконструкция участка между Мерзоргом (0 км) и Таманредё завершится в 2011 году. Дорога подвергнется расширению в ряде участков, и на застроенных участках местности появятся дорожки для велосипедистов.

### Южная часть
Правительство Суринама стремится провести восстановление южной части автодороги в 2010—2015 годах. В проекте Инициативы по интеграции региональной инфраструктуры в Южной Америке дороге отводится место в 3-й группе узлового региона Гайанского щита, связывающей Сьюдад-Гуаяну в Венесуэле и Парамарибо и проходящей по территории Сан-Мартин-де-Турумбана, Линдена и Апуры. В план проекта входит возведение моста через Корантейн между Апурой и Ореаллой в Гайане. Согласно исследованию, проведённому Питау ван Дейком, в настоящее время для ИИРГЮА участок Линден-Парамарибо имеет вторичное значение.

### Сообщение с пограничными государствами
В 1998 году в западной части трассы Восток-Запад было установлено паромное сообщение между Зёддрайном и Моулсон-Криком в Гайане. В восточной её части переправа между Албиной и Сен-Лоран-дю-Марони во Французской Гвиане была налажена ещё в 1969 году.
В рамках ИИРГЮА плановый отдел Суринама провёл ряд исследований, касающихся соединения трассы Восток-Запад с Панамериканским шоссе, к реализации проекта которого Суринам приступил ещё в 1982 году. Независимо от реконструкции автодороги была проведена экономическая оценка целесообразности возведения моста между Суринамом и Французской Гвианой. Также обсуждению подвергается соединение трассы Север-Юг через горы Вир Гебрудерс с Бразилией.